# Чампи, Себастьяно
Себастья́но Ча́мпи (Чьямпи, Чиампи) (итал. Sebastiano Ciampi; 30 октября 1769, Пистоя — 14 декабря 1847, Галуццо) — итальянский учёный, священник (пресвитер), филолог, славист и этрусколог.

## Биография
Родился в бедной семье; учился в семинарии города Пистоя. Затем, в 1795 году, после учёбы в Пизанском университете, был рукоположен в священники. В 1796 году он переезжает в Рим, чтобы преподавать греческий язык и риторику в колледже Бандинелли. В 1798 году, после вторжения наполеоновской Франции и провозглашения в Италии Римской республики, он оставляет Рим и отправляется в Австрию, где впоследствии он стал секретарём принца Бальдассара Одескальки, а также наставником его детей.
В 1801 году он вернулся в Италию, где Карл II Пармский назначил его профессором родного Пизанского университета. Там Чампи преподавал греческие язык и диалектику. Затем он стал заведующим кафедры «Старинных этрусских памятников». Финансовая независимость позволила ему посвятить себя многочисленным исследованиям в различных областях науки. Также было важно изучить правовые работы Чино да Пистоя. Чампи постепенно занимал консервативную позицию; он был не согласен с результатами анализа трудов Дионисия Галикарнасского, проведённого кардиналом Анджело Маи, а также с переводами произведений Гомера, выполненными Мелькьорре Чезаротти.
В 1817 году Чампи решает возглавить кафедру греческой и римской литературы в недавно основанном Варшавском университете, оставаясь там до 1822 года. Он отклонил приглашение Комитета по религиозному просвещению Царства Польского. В том же, 1822 году, он оставляет преподавание в Варшаве и возвращается в Италию, во Флоренцию, где уже в качестве иностранного научного корреспондента Комитета по религиозному просвещению Царства Польского он проводит сбор материалов и публикаций по истории и культуре Польши, а также русско-польских культурных связях с Италией. Часть из этих работ была отправлена в Польшу, которую он снова посещает в 1830 году; об этом визите он написал в публикации «Поездка в Польшу летом 1830 года».
Состоял в переписке с Зыгмунтом Красинским, Яном Баптистом Альбертранди, Фридериком Шопеном и Иоахимом Лелевелем.
Также он был знаком и состоял в дружеских отношениях с русским учёным и исследователем Александром Дмитриевичем Чертковым.

## Сочинения

### Главные труды
- 1824 — Osservazioni intorno ai moderni sistemi sulle antichitla Etrusche (con alcune idee sull’origine, uso, antichitla de’vasi dipinti volgarmente chiamati etruschi). Первым в истории предложил использовать для расшифровки этрусских надписей славянский алфавит. В результате он смог «прочитать» большинство этрусских надписей.
- 1826 — Vita e memorie di Cino da Pistoia
- 1827 — Esame critico con documenti inediti della storia di Demetrio di Ivan Vasilievitch
- 1830 — Sobesciade italiana e lettere militari
- 1830 — Flosculi historiae Polonae, sparsi Pulaviis concelebrantes
- 1833 — Notizie dei Secoli XV e XVI sull’Italia, la Polonia e la Russia
- 1834/1842 — Bibliografia critica delle antiche reciproche corrispondenze… dell’Italia colla Russia, colla Polonia et altre parti settentrionali

### Другие публикации
- Bibliografia critica delle antiche corrispondenze tra l’italia e la Polonia; di Sebastiano Ciampi — Annali universali di statistica economia pubblica, storia, viaggi e commercio, Volume 47, Fascicolo 140 (feb, 1836), p. 129
- Bibliografia critica delle antiche reciproche corrispondenze politiche, ecclesiastiche, scientifiche, letterarie, artistiche della Italia colla Russia, colla Polonia ed altre parti settentrionali di Europa; Opera di Sebastiano Ciampi (G. Sacchi) Ciampi Sebastiano e Sacchi G. Annali universali di statistica economia pubblica, storia, viaggi e commercio, Volume 43, Fascicolo 127 (gen, 1835), p. 10
- Lettera del sig. abate Sebastiano Ciampi, professore, ecc. ecc. da Varsavia intorno ad Olimpia, distretto della Pisatide Ciampi Sebastiano Biblioteca Italiana ossia Giornale di letteratura scienze ed arti, Volume 11, Fascicolo (lug, 1818), p. 140
- Monumenti di un manoscritto autografo di messer Giovanni Boccaccio trovati ed illustrati da Sebastiano Ciampi Ciampi Sebastiano e Boccaccio Giovanni Annali universali di statistica economia pubblica, storia, viaggi e commercio, Volume 15, Fascicolo 44 (feb, 1828), p. 222
- Opuscoli morali di Plutarco. Volume 6°, volgarizzato dal cav. Sebastiano Ciampi Ciampi Sebastiano e Plutarco Biblioteca Italiana ossia Giornale di letteratura scienze ed arti, Volume 32, Fascicolo 2 (nov, 1823), p. 141
- Ragguaglio (inedito) dato alla reale Società degli antiquarj di Londra dal socio Sebastiano Ciampi della nuova edizione e traduzione in italiano del testo di Pausania che sta preparando Ciampi Sebastiano Biblioteca Italiana ossia Giornale di letteratura scienze ed arti, Volume 15, Fascicolo (ago, 1819), p. 156
- Rerum Polonicarum ab excelsa Stephani Regis ad Massimiliani Austriaci Captivitatem, liber singularis in lucem editus cum additamentis a Sebastiano Ciampi, in Italia ab negotiis librariis pro regno Poloniae Ciampi Sebastiano Annali universali di statistica economia pubblica, storia, viaggi e commercio, Volume 27, Fascicolo 79 (gen, 1831), p. 12
- Squarcio di lettera da Varsavia del sig. professore Sebastiano Ciampi da Varsavia sul monumento di bronso rappresentante Equejade, pubblicato dal sig. G. Cattaneo Ciampi Sebastiano e Cattaneo G. Biblioteca Italiana ossia Giornale di letteratura scienze ed arti, Volume 19, Fascicolo (set, 1820), p. 497